# Рудна (Рожњава)
Рудна (слч. Rudná) насељено је мјесто са административним статусом сеоске општине (слч. obec) у округу Рожњава, у Кошичком крају, Словачка Република.

## Становништво
| Година:    | 1994. | 2004.   | 2014.   | 2024.   |
| ---------- | ----- | ------- | ------- | ------- |
| Број људи: | 759   | 728     | 729     | 703     |
| Разлика:   |       | -4,08 % | +0,13 % | -3,56 % |

| Година:    | 2023. | 2024.   |
| ---------- | ----- | ------- |
| Број људи: | 692   | 703     |
| Разлика:   |       | +1,58 % |

Према подацима о броју становника из 2011. године насеље је имало 748 становника.